# Strømsgodset IF
Maillots
Le Strømsgodset IF est un club norvégien de football basé à Drammen. 

## Historique
- 1907 : fondation du club
- 1970 : 1re participation à une Coupe d'Europe (C2, saison 1970/71)

## Bilan sportif

### Palmarès
- Championnat de Norvège (2)
  - Champion : 1970 et 2013
  - Vice-champion : 2012 et 2015

- Coupe de Norvège (5)
  - Vainqueur : 1969, 1970, 1973, 1991 et 2010
  - Finaliste : 1993, 1997 et 2018

### Bilan européen
Note : dans les résultats ci-dessous, le score du club est toujours donné en premier.
| Saison    | Compétition               | Tour                | Club               | Domicile | Extérieur | Total             |
| --------- | ------------------------- | ------------------- | ------------------ | -------- | --------- | ----------------- |
| 1970-1971 | Coupe des coupes          | Seizièmes de finale | FC Nantes          | 0 - 5    | 3 - 2     | 3 - 7             |
| 1971-1972 | Coupe des clubs champions | Seizièmes de finale | Arsenal FC         | 1 - 3    | 0 - 4     | 1 - 7             |
| 1973-1974 | Coupe UEFA                | Premier tour        | Leeds United       | 1 - 1    | 1 - 6     | 2 - 7             |
| 1974-1975 | Coupe des coupes          | Seizièmes de finale | Liverpool FC       | 0 - 1    | 0 - 11    | 0 - 12            |
| 1992-1993 | Coupe des coupes          | Seizièmes de finale | Hapoël Petah-Tikva | 0 - 2    | 0 - 2     | 0 - 4             |
| 1998-1999 | Coupe UEFA                | Deuxième tour Q     | Hapoël Tel-Aviv    | 1 - 0 ap | 0 - 1     | 1 - 1 (4 - 2 tab) |
| 1998-1999 | Coupe UEFA                | Premier tour        | Aston Villa        | 0 - 3    | 2 - 3     | 2 - 6             |
| 2011-2012 | Ligue Europa              | Troisième tour Q    | Atlético Madrid    | 0 - 2    | 1 - 2     | 1 - 4             |
| 2013-2014 | Ligue Europa              | Deuxième tour Q     | Debrecen VSC       | 2 - 2    | 3 - 0     | 5 - 2             |
| 2013-2014 | Ligue Europa              | Troisième tour Q    | FK Jablonec        | 1 - 3    | 1 - 2     | 2 - 5             |
| 2014-2015 | Ligue des champions       | Deuxième tour Q     | Steaua Bucarest    | 0 - 1    | 0 - 2     | 0 - 3             |
| 2015-2016 | Ligue Europa              | Deuxième tour Q     | Partizani Tirana   | 3 - 1    | 0 - 1     | 3 - 2             |
| 2015-2016 | Ligue Europa              | Deuxième tour Q     | FK Mladá Boleslav  | 0 - 1    | 2 - 1     | 2E - 2            |
| 2015-2016 | Ligue Europa              | Troisième tour Q    | Hajduk Split       | 0 - 2    | 0 - 2     | 0 - 4             |
| 2016-2017 | Ligue Europa              | Deuxième tour Q     | SønderjyskE        | 2 - 2 ap | 1 - 2     | 3 - 4             |

Légende
- Victoire ou qualification pour le tour suivant
- Match nul
- Défaite ou élimination de la compétition

## Personnalités du club

### Effectif actuel (2024)
| N° | Nat.                  | Poste | Nom du joueur                 |
| -- | --------------------- | ----- | ----------------------------- |
| 1  | Drapeau de la Norvège | G     | Per Kristian Bråtveit         |
| 3  | Drapeau de la Norvège | D     | Sondre Fosnæss Hanssen        |
| 4  | Drapeau de la Norvège | D     | Sivert Westerlund             |
| 5  | Drapeau de la Norvège | D     | Bent Sørmo                    |
| 8  | Drapeau du Kosovo     | M     | Kreshnik Krasniqi             |
| 9  | Drapeau de la Norvège | A     | Elias Melkersen               |
| 10 | Drapeau de la Norvège | M     | Herman Stengel                |
| 11 | Drapeau de la Norvège | A     | Jostein Ekeland               |
| 12 | Drapeau de la Norvège | G     | Simo Lampinen-Skaug           |
| 14 | Drapeau de la Norvège | M     | Ole Enersen                   |
| 15 | Drapeau de la Norvège | M     | Andreas Heredia-Randen        |
| 16 | Drapeau de la Gambie  | D     | Dadi Gaye (en prêt de Tromsø) |
| 17 | Drapeau de l'Islande  | D     | Logi Tómasson                 |

| No. | Nat.                  | Position | Nom du joueur              |
| --- | --------------------- | -------- | -------------------------- |
| 18  | Drapeau du Ghana      | D        | Ernest Boahene             |
| 19  | Drapeau de la Norvège | A        | Chrisander Sørum           |
| 20  | Drapeau du Ghana      | M        | Emmanuel Danso             |
| 21  | Drapeau de l'Irak     | M        | Marko Farji                |
| 22  | Drapeau de la Norvège | M        | Jonas Therkelsen           |
| 23  | Drapeau de la Norvège | M        | Eirik Ulland Andersen      |
| 25  | Drapeau de la Norvège | D        | Jesper Taaje               |
| 26  | Drapeau de la Norvège | D        | Lars Christopher Vilsvik   |
| 27  | Drapeau de la Norvège | D        | Fredrik Kristensen Dahl    |
| 30  | Drapeau de la Norvège | D        | Fabian Holst-Larsen        |
| 32  | Drapeau de la Norvège | G        | Frank Stople               |
| 71  | Drapeau de la Norvège | D        | Gustav Valsvik (capitaine) |
| 77  | Drapeau de la Norvège | A        | Marcus Mehnert             |

### Anciens joueurs
- Jostein Flo
- Ola Kamara
- Anders Konradsen
- Inge Thun
- Martin Ødegaard
- Hans Erik Ødegaard
- Adama Diomande
- Marcus Mølvadgaard